# Мотовсюдихід

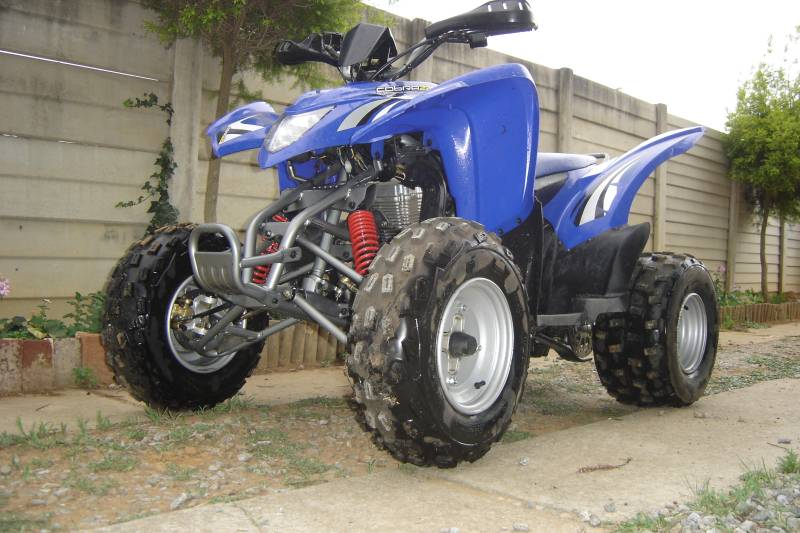
Легкий спортивний квадроцикл

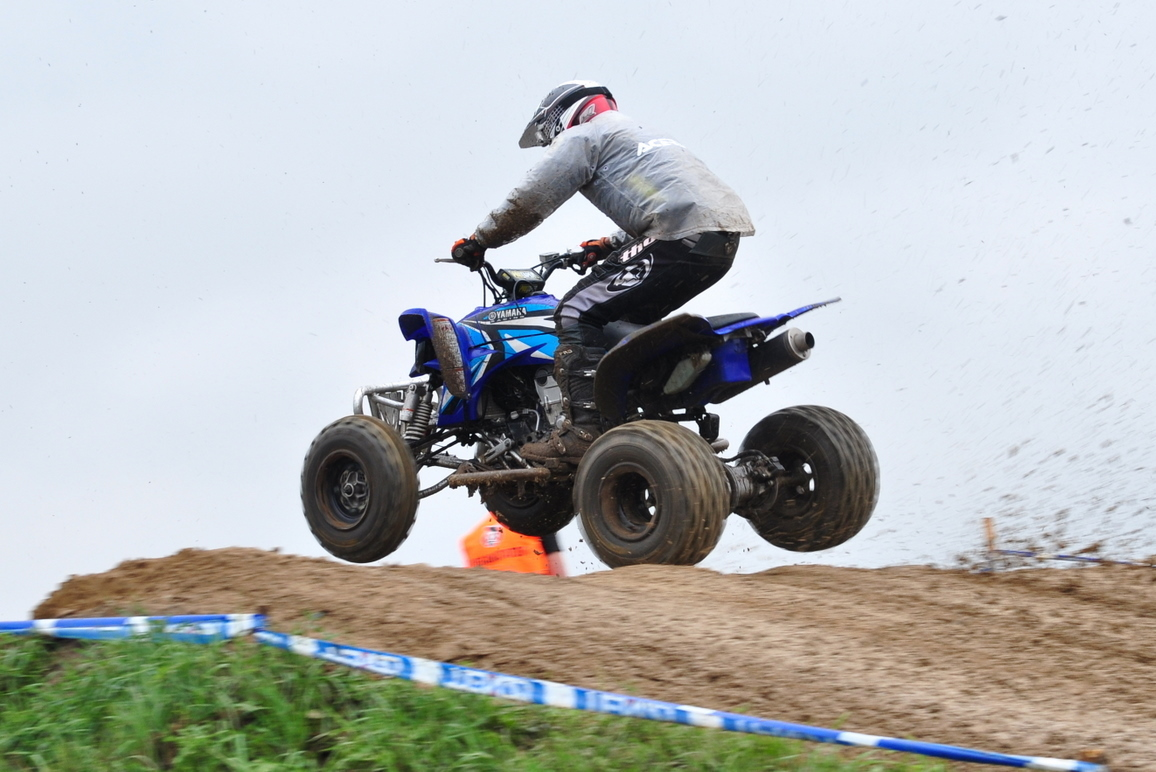
На змаганнях

Мотовсюдихід — невеликий транспортний засіб, схожий на мотоцикл, але має більш як два колеса. 

## Загальна характеристика
Відповідно до стандарту ANSI, мотовсюдихід (англ. all-terrain vehicle, ATV) повинен мати такі ознаки:
- Шини, розраховані на низький тиск;
- Водій сидить верхи на сидінні;
- Кермо велосипедного типу;
- Бути одномісним чи двомісним.

## Різновиди
Більшість мотовсюдиходів мають 4 колеса, такі мотовсюдиходи називаються квадроциклами або чотириколісниками. Деякі мотовсюдиходи мають 3 колеса і в такому випадку відносяться до трициклів або 'трайкам, хоча останні можуть бути як всюдиходами, так і дорожніми транспортними засобами. Є також спеціалізовані мотовсюдиходи з 5, 6 або 8 колесами, а також машини з гусеничним рушієм.
Умовно всі мотовсюдиходи можна поділити на утилітарні та спортивні. Утилітарні призначені для застосування у сільському господарстві та розважальних прогулянок. Їх відмінні риси: варіатор в трансмісії (тільки у Honda є одна модель з гідротрансформатором), підключається повний привод, знижувальна передача, блокування міжосьового диференціала, тягово-зчіпний пристрій фаркоп. Крутний момент передається на колеса зазвичай карданним валом. Спортивні мотовсюдиходи мають механічну КП, не мають переднього приводу та мають ланцюговий привод на колеса. Сфера їх застосування — спорт і розваги.
Зазвичай задній міст мотовсюдиходів не має міжколісного диференціала. Це спрощує конструкцію та підвищує прохідність, але при цьому страждає керованість.
Двигун сучасного мотовсюдихода — чотиритактний одноциліндровий з водяним охолодженням, набагато рідше двоциліндровий двигун. На застарілих моделях використовувався двотактний двигун.
Наразі[коли?] основними виробниками мотовсюдиходів є Bombardier (BRP), Yamaha Motor Company Yamaha, Honda, Suzuki, Kawasaki, Arctic Cat, Polaris, а також китайські виробники.

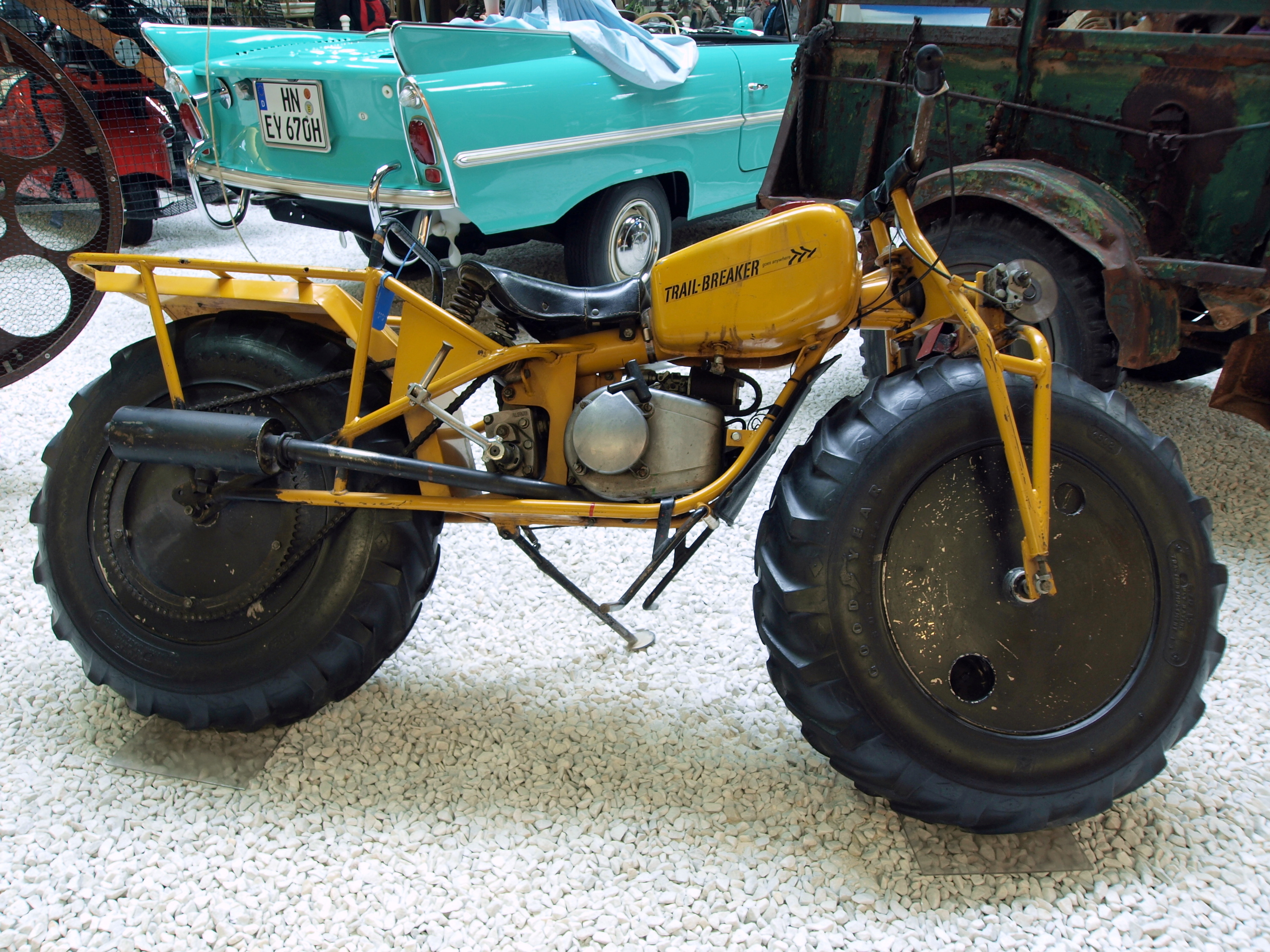
Rokon Trail-Breaker

Мотовсюдиходи двоколісного типу називають мотоциклами підвищеної прохідності, вони належать до групи мотоциклів спеціального призначення. Їхні відмінності від класичних мотоциклів — у широких шинах низького тиску і низької посадки водія.

## Застосування
Застосовується як високопрохідний транспортний засіб у багатьох арміях світу, а також в лісопромисловості, оскільки, на відміну від снігоходів, їх гідність — всесезонність.